# オワセグ
オワセグ（尾鷲市エリアワンセグ放送）は、三重県尾鷲市がその一部地域を業務区域として行う地上一般放送である。

## 概要
ホワイトスペースを利用して実施するエリア放送である。
市区町村によるワンセグ放送には、従前にも青森県三沢市や東京都江東区等があり、災害対策に注力したものが多いが尾鷲市も同様である。
市役所や消防署に設置されたカメラの映像が放送され、カメラや送信機の電源は太陽電池でバックアップされている。
タブレット形専用受信端末を市内に住民票を置いている全世帯に無償配付している。

## 諸元
市内に地上一般放送局20局が設置
されている。
| 免許人 | 局名                       | 呼出符号     | 物理ch | 周波数        | 空中線電力 | ERP   | 業務区域     |
| ------ | -------------------------- | ------------ | ------ | ------------- | ---------- | ----- | ------------ |
| 尾鷲市 | 尾鷲市中村山エリア放送     | JOXZ6AA-AREA | 36ch   | 611.142857MHz | 7.24mW     | 10mW  | 尾鷲市の一部 |
| 尾鷲市 | 尾鷲市天満エリア放送       | JOXZ6AB-AREA | 36ch   | 611.142857MHz | 490μW      | 1.5mW | 尾鷲市の一部 |
| 尾鷲市 | 尾鷲市坂場エリア放送       | JOXZ6AC-AREA | 36ch   | 611.142857MHz | 770μW      | 1.5mW | 尾鷲市の一部 |
| 尾鷲市 | 尾鷲市新田エリア放送       | JOXZ6AD-AREA | 36ch   | 611.142857MHz | 3.08mW     | 6.0mW | 尾鷲市の一部 |
| 尾鷲市 | 尾鷲市矢浜エリア放送       | JOXZ6AE-AREA | 36ch   | 611.142857MHz | 5.13mW     | 10mW  | 尾鷲市の一部 |
| 尾鷲市 | 尾鷲市大曽根浦エリア放送   | JOXZ6AF-AREA | 36ch   | 611.142857MHz | 1.83mW     | 8.0mW | 尾鷲市の一部 |
| 尾鷲市 | 尾鷲市行野エリア放送       | JOXZ6AG-AREA | 36ch   | 611.142857MHz | 238μW      | 770μW | 尾鷲市の一部 |
| 尾鷲市 | 尾鷲市須賀利エリア放送     | JOXZ6AH-AREA | 36ch   | 611.142857MHz | 1.18mW     | 4.0mW | 尾鷲市の一部 |
| 尾鷲市 | 尾鷲市九鬼エリア放送       | JOXZ6AI-AREA | 36ch   | 611.142857MHz | 5.68mW     | 5.0mW | 尾鷲市の一部 |
| 尾鷲市 | 尾鷲市九鬼名古エリア放送   | JOXZ6AJ-AREA | 36ch   | 611.142857MHz | 440μW      | 1.5mW | 尾鷲市の一部 |
| 尾鷲市 | 尾鷲市早田エリア放送       | JOXZ6AK-AREA | 36ch   | 611.142857MHz | 1.18mW     | 1.5mW | 尾鷲市の一部 |
| 尾鷲市 | 尾鷲市三木浦エリア放送     | JOXZ6AL-AREA | 36ch   | 611.142857MHz | 6.27mW     | 5.0mW | 尾鷲市の一部 |
| 尾鷲市 | 尾鷲市三木浦盛松エリア放送 | JOXZ6AM-AREA | 36ch   | 611.142857MHz | 490μW      | 1.5mW | 尾鷲市の一部 |
| 尾鷲市 | 尾鷲市三木里エリア放送     | JOXZ6AN-AREA | 36ch   | 611.142857MHz | 8.0mW      | 5.0mW | 尾鷲市の一部 |
| 尾鷲市 | 尾鷲市三木里小エリア放送   | JOXZ6AO-AREA | 36ch   | 611.142857MHz | 1.55mW     | 5.0mW | 尾鷲市の一部 |
| 尾鷲市 | 尾鷲市曽根大崎エリア放送   | JOXZ6AP-AREA | 36ch   | 611.142857MHz | 2.59mW     | 8.0mW | 尾鷲市の一部 |
| 尾鷲市 | 尾鷲市賀田エリア放送       | JOXZ6AQ-AREA | 36ch   | 611.142857MHz | 6.27mW     | 5.0mW | 尾鷲市の一部 |
| 尾鷲市 | 尾鷲市賀田町エリア放送     | JOXZ6AR-AREA | 36ch   | 611.142857MHz | 690μW      | 3.0mW | 尾鷲市の一部 |
| 尾鷲市 | 尾鷲市曽根エリア放送       | JOXZ6AS-AREA | 36ch   | 611.142857MHz | 560μW      | 1.5mW | 尾鷲市の一部 |
| 尾鷲市 | 尾鷲市梶賀エリア放送       | JOXZ6AT-AREA | 36ch   | 611.142857MHz | 420μW      | 1.5mW | 尾鷲市の一部 |

## 沿革
2012年（平成24年）
- 5月29日 - 電気興業が実験試験局の免許を取得、尾鷲市と共同で7月末までワンセグ放送による情報伝達を実験[6]。

2013年（平成25年）
- 11月17日 - 地上一般放送局20局の予備免許を取得[7]。

2014年（平成26年）
- 2月19日 - 20局の免許を取得[8]、免許の有効期限は2019年2月18日まで[9]。
- 4月 - 受信端末配付開始[10]。

2015年（平成27年）
- 4月 - 市議会の第2回定例会から中継を開始[11]。

2016年（平成28年）
- 1月 - 年度内に受信端末配付完了[12]。

2019年（平成31年）
- 2月19日 - 20局が再免許、免許の有効期限は2024年2月18日まで[13]。

2024年（令和6年）
- 2月19日 - 20局が再免許、免許の有効期限は2029年2月18日まで[5]。